# Luftangriffe auf Danzig

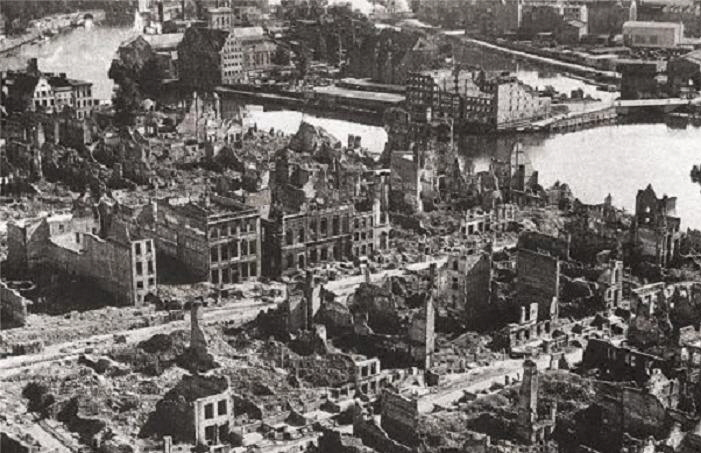
Danzig (1945)

Luftangriffe auf Danzig waren die im Zweiten Weltkrieg wiederholt erfolgten Luftkriegsoperationen der Alliierten auf die Stadt Danzig. Aufgrund der Lage der Stadt kam es jedoch selten zu nennenswerten Angriffen der Westalliierten, größere Schäden erlitt die Stadt im Frühjahr 1945.

## Vorgeschichte
An der Weichselmündung in den Ostgebieten des Deutschen Reiches gelegen, war Danzig im Luftkrieg für britische Bomber zunächst nicht zu erreichen. In Danzig lebten damals etwa 220.000 Menschen, fast ausschließlich Deutsche. In der Stadt befanden sich die Danziger Werft und Eisenbahnwerkstätten und die Hauptwerft der Schichau-Werke. Es waren auch Ziegel- oder Zementwerke und Hafenanlagen entstanden, die von Häftlingen des KZ Stutthof betrieben werden mussten. Nach 1939 waren Einheiten der Kriegsmarine, Wehrmacht und Luftwaffe in Danzig stationiert. Zudem war die Stadt Sitz des Reichsgaus Danzig-Westpreußen.

### Luftangriff am 11. Juli 1942
Der erste Luftangriff durch die Royal Air Force erfolgte am Abend des 11. Juli 1942. Insgesamt waren 44 Avro Lancaster der 5. Bomber-Gruppe auf die Stadt angesetzt, von denen jedoch nur 15 ihr Ziel erreichten. Mehrere Unwetter behinderten den Verband, der die Bomben über Danzig schließlich in niedriger Höhe abwerfen musste. Der Anflug von über 1700 Meilen bei Tageslicht war eine der bis dato längsten Bomberoperation der Briten im Krieg.
Die Ziele des Angriffs waren vermutlich die Werftanlagen, Brücken, der Danziger Hauptbahnhof und Schiffe der Kriegsmarine, die zu diesem Zeitpunkt im Danziger Hafen lagen. Dabei wurde auch Zivileigentum zerstört; 90 Menschen wurden getötet. Zwei Bomber wurden durch Flugabwehrkanonen abgeschossen.

### Luftangriff am 9. Oktober 1943
Anfang Oktober 1943 griffen 378 Maschinen der Eighth Air Force der United States Army Air Forces Pommern und Westpreußen an, wobei die Hauptziele das Focke-Wulf-Werk in Könisgburg bei Marienburg sowie der Hafen von Gdingen waren. 29 Consolidated B-24 der 392. Bomb Group steuerten jedoch auch das benachbarte Danzig an, wobei 23 Maschinen ihr Angriffsziel, die U-Boot-Bunker der Kriegsmarine, erreichten; dabei kam es zu schweren Zerstörungen in der Innenstadt.
Die US-amerikanischen Verbände hatten für ihren Angriff auf Danzig am 9. Oktober einen überaus weiten Anflug vom Vereinigten Königreich über Dänemark und die Ostsee zurückzulegen und verbrachten etwa neun Stunden in der Luft. Zwei ihrer Maschinen wurden beim Angriff auf Danzig abgeschossen, acht durch Flak und deutsche Jagdflieger beschädigt während 19 Maschinen auf dem Rückflug im neutralen Schweden notlandeten und ihre Besatzungen interniert wurden.

### Luftangriffe in der Endphase des Kriegs
Im Frühjahr 1945 kam es im Zuge der Schlacht um Ostpommern zu Luftangriffen der Luftstreitkräfte der Sowjetunion. So erfolgte am 26. Januar ein Angriff, bei dem das Friedrich-Wilhelm-Schützenhaus zerstört und andere Gebäude schwer beschädigt wurden. Am 9., 16. und 18. März wurden durch Angriffe Großfeuer in der Innenstadt verursacht; die Feuerwehr wurde zur Einstellung ihrer Aktivitäten gebracht. Während der Einnahme der Stadt durch die Rote Armee und Polnische Armee kam es zu Tieffliegerangriffen auf die Stadt. Nach der endgültigen Einnahme von Danzig am 30. März waren durch die Luftangriffe und Kampfhandlungen am Boden 90 % der Altstadt und 60 % der Bausubstanz der gesamten Stadt zerstört worden. Baudenkmäler wie das Grüne Tor, der Artushof oder das Krantor wurden zerstört oder schwer beschädigt.